# Bitwa pod Ignacewem (obraz Juliusza Kossaka)
Bitwa pod Ignacewem – powstała przed 1893 rokiem akwarela autorstwa polskiego malarza batalisty Juliusza Kossaka.
Akwarela znajduje się w kolekcji Muzeum Narodowego w Warszawie.
Kossak przedstawił na akwareli jedną z potyczek powstania styczniowego – bitwę pod Ignacewem 8 maja 1863 roku, podczas której oddział Edmunda Taczanowskiego zaatakowany został przez wojska rosyjskie pod wodzą generała Andrzeja Brunnera. W potyczce zginęło 160 Polaków.